# کوسه صیقلی
کوسه صیقلی (نام علمی: Mustelus) نام یک سرده از تیره کوسه‌های تازی است.